# Cosiri Rodríguez
Cosiri Rodríguez Andino (30 de agosto de 1977 en San Cristóbal) es una voleibolista dominicana retirada. Participó en los Juegos Olímpicos de Atenas 2004 donde su equipo quedó en el undécimo lugar. Rodríguez fue exaltada al Pabellón de la Fama del Deporte Dominicano en el año 2016.

## Clubes
- San Cristóbal (1992)
- Mirador (1993-1999)
- Conquistadoras de Guaynabo (1997)
- Los Prados (1999-2002)
- Mirador (2002-2004)
- CD Universidad de Granada (2000-2001)
- Construcciones Damesa de Burgos (2001-2002)
- Hotel Cantur Costa Mogán (2002-2003)
- Kab Holding Sassuolo (2003-2004)
- Tenerife Marichal (2004-2005)
- Los Cachorros (2005)
- Hotel Cantur Las Palmas (2005-2006)
- Voley Sanse Mepaban (2006-2007)
- Mets de Guaynabo (2008)
- San Cristóbal (2008)
- Criollas de Caguas (2009)
- Cantabria Infinita (2010-2011)
- Voley Playa Madrid (2011-2012)

## Palmarés

### Selección femenina de voleibol de la República Dominicana
World Championships:
- 13.er puesto en el Campeonato Mundial de Japón' 1998.
- 13.er puesto en el Campeonato Mundial de Alemania' 2002.
- 17.º puesto en el Campeonato Mundial de Japón' 2006.

Campeonato Continental NORCECA:
- Medalla de Bronce. Santo Domingo 2001.
- Medalla de Bronce. Santo Domingo 2003.
- Medalla de Bronce. Puerto España 2005.
- Medalla de Bronce. Winnipeg 2007.

Copa Panamericana:
- Medalla de Oro. Mexicali/Tijuana 2008.
- Medalla de Plata. Santo Domingo 2005.
- Medalla de Bronce. Colima 2007.

Juegos Panamericanos:
- Medalla de Oro en los Juegos Panamericanos de Santo Domingo 2003.

Juegos Centroamericanos y del Caribe:
- Medalla de plata en los Juegos Centroamericanos y del Caribe de 1998
- Medalla de oro en los Juegos Centroamericanos y del Caribe de 2006

### Clubes
- Sub-Campeonato 2000-2001' Superliga, España
- Sub-Campeonato 2001-2002' Copa de la Reina, España
- Sub-Campeonato 2002-2003' Copa CEV
- Campeonato 2002-2003 Superliga, España
- Campeonato 2004-2005 Superliga, España
- Sub-Campeonato 2005 Torneo Superior Distrito Nacional, República Dominicana
- Sub-Campeonato 2005-2006' Superliga, España
- Sub-Campeonato 2005-2006' Copa de la Reina, España
- Sub-Campeonato 2005-2006' Supercopa, España
- Sub-Campeonato 2008 Liga Dominicana de Voleibol, República Dominicana